# Departement der Weser
Das Departement der Weser (frz. Département du Weser, kurz Weser-Departement oder Weserdepartement) war von 1807 bis 1810 eine Verwaltungseinheit (Département) des Königreichs Westphalen. Präfektur des Departements war Osnabrück.

## Lage
Das Gebiet lag im Nordwesten des Königreichs Westphalen. Kleine Exklaven waren Uchte, Thedinghausen und Freudenberg, die alle nördlich des Kernraumes des Departements lagen, Thedinghausen sogar nur unweit südlich von Bremen. Das Departement grenzte zunächst (um 1807) im Nordosten an Hannover und Schaumburg-Lippe, im Süden an Lippe sowie das Departement der Fulda, das ebenfalls Teil des Königreichs Westphalen war, im Westen an das Großherzogtum Berg, im Nordwesten an das Herzogtum Arenberg sowie an das Herzogtum Oldenburg. Die Exklaven waren vom Kurhannover umschlossen, das ab 14. Januar 1810 vorübergehend ebenfalls vollständig zum Königreich Westphalen gehörte. Ab 1810 grenzte das Departement der Weser daher im Osten und Nordosten infolge dieser Umgliederung u. a. auch an das Departement der Aller, das im ehemals hannoveranischen Gebiet lag. Größte Städte waren Osnabrück, Minden, Bielefeld und Herford. Im Osten des Gebiets durchfloss die namensgebende Weser das Gebiet von Süd nach Nord. Von West nach Ost durchzogen das Wiehengebirge und in Fortsetzung das Wesergebirge sowie etwas südlich davon der Teutoburger Wald das Departement.
Das Departement lag im Wesentlichen im heutigen nördlichen Ostwestfalen, im Osnabrücker Land sowie im Schaumburger Land. Es umfasste die heutigen niedersächsischen Landkreise Osnabrück und Schaumburg (Süd- und Ostteil) sowie die nordrhein-westfälischen Kreise Minden-Lübbecke, Herford, Gütersloh (Nordteil) und die kreisfreie Stadt Bielefeld.

## Geschichte
Nach Errichtung des Königreichs Westphalen wurde dessen Territorium in mehrere Departements eingeteilt, darunter das Departement der Weser, das neben dem Departement der Fulda das einzige Departement war, das nach heutiger und damaliger Definition wirklich westfälische Gebiete umfasste. Es umfasste die ehemaligen preußischen Territorien Grafschaft Ravensberg, Fürstentum Minden, sowie den Teil des hannoverischen Territoriums, das bis 1802 das Hochstift Osnabrück (ohne Amt Reckenberg) bildete. Weiterhin gehörten zum Departement die ehemals zu Hessen-Kassel zählenden Anteile an Schaumburg (Grafschaft Schaumburg) und das Amt Thedinghausen. An Bewohnern umfasste das Gebiet (Stand Dezember 1807) 334.965 Einwohner.
Bis auf kleinere Ausnahmen spiegelten die Distrikte in etwa die alten Territorien wider:
- Der Distrikt Rinteln entsprach den bisher zu Hessen-Kassel gehörenden schaumburgischen Gebieten und den hoyaischen Exklaven Uchte und Freudenberg sowie dem vormals braunschweigischen Amt Thedinghausen. Nur Auburg (ehemals hessische Exklave beim heutigen Wagenfeld) wurde dem Kanton Rahden (Distrikt Minden) angegliedert.
- Der Distrikt Osnabrück bestand aus den ehemals hannoverschen Gebieten.
- Die Distrikte Minden und Bielefeld entsprachen im Wesentlichen – sieht man von kleineren Korrekturen ab (Oldendorf kam z. B. zum Distrikt Minden) – den alten Territorien des Fürstentums Minden und der Grafschaft Ravensberg.

 Zustand 1811:
Als der territoriale Zuschnitt des Königreichs verändert wurde, fielen mit Wirkung zum 1. Januar 1811 große Teile des Departements – nämlich die Gebiete nordwestlich von Weser, Werre, Johannisbach und Schwarzbach – direkt an das Kaiserreich Frankreich. Die Städte Herford und Bielefeld blieben also westfälisch. Die an Frankreich angegliederten Gebiete wurden unter der Bezeichnung Département der Oberen Ems eines der drei neu errichteten hanseatischen Departements. Die beim Königreich Westphalen verbliebenen Teile, also im Wesentlichen die Distrikte Bielefeld (Südteil) und Rinteln (ohne die Exklaven, aber vergrößert um die rechts der Weser gelegenen Kantone Windheim und Hausberge des vormaligen Distrikts Minden), wurden dem Departement der Fulda (Distrikt Bielefeld) bzw. dem Departement der Leine (Distrikt Rinteln) eingegliedert.

## Gliederung
Das Departement wurde durch Königliches Decret vom 24. Dezember 1807 festgelegt. Es umfasste folgende Arrondissements (auch Unterpräfektur oder Distrikt genannt) und zugehörige Kantone:

Gliederung des Departements

| Distrikt  | Einwohner (1807) | Kantone |
| --------- | ---------------- | --- |
| Osnabrück | 124.441          | Anckum, Berge, Bissendorf, Bramsche, Fürstenau, Glandorf, Gehrde, Dissen, Iburg, Melle, Buer, Neuenkirchen, Osnabrück, Land-Kanton Osnabrück, Ostercappeln, Quakenbrück, Schledehausen, Uffeln, Vörden |
| Minden    | 76.203           | Haddenhausen, Hausberge, Hille, Levern, Lübbecke, Minden, Oldendorf, Petershagen, Rahden, Reineberg, Windheim                                                                                          |
| Bielefeld | 91.802           | Bielefeld, Brackwede, Bünde, Enger, Halle, Heepen, Herford, Schildesche, Versmold, Vlotho, Werther |
| Rinteln   | 37.773           | Rinteln, Oldendorf, Obernkirchen, Rodenberg, Sachsenhagen, Uchte, Freudenberg, Thedinghausen |

## Präfekturen

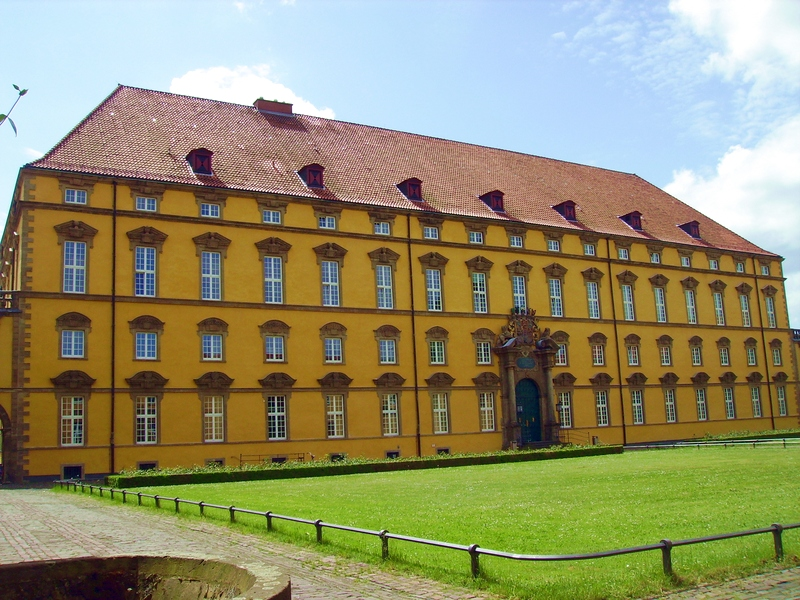
Der Sitz der Präfektur – Das Schloss in Osnabrück

Das Departement der Weser hatte seinen Sitz in Osnabrück. Es wurde von 1809 bis 1811 von Philipp von Pestel geleitet, danach von  Conrad Wilhelm Delius als Präfekten mit seinem Sekretär von Lochhausen.
Sie leiteten gleichfalls die Geschicke der Unterpräfektur Osnabrück.
Ihnen zur Seite stand die Ratsversammlung mit den Herren von Buch, Delius, Struckmann und Wedekind.
Der Ratsversammlung der Unterpräfektur Osnabrück gehörten die Herren Baron von Horst, von Busch, Delius, Diederichs, von Diffurth, Gruner, Harmer, Hoffbauer, von Hugo, von Ledebur, Müller, Graf von Münster-Langelage, Niemann, d’Ostmann-von-Leye, Baron von Beck, von Schele, Schrader und Stüve an.
Weiter Unterpräfekten gab es in
- Minden: Herr von Busch mit seinem Sekretär Gebhard,
- Bielefeld: der Präfekt von Bernuth mit seinem Sekretär Nageld,
- Rinteln: der Präfekt von Haxthausen mit seinem Sekretär Krüger.[2]